# Hans Ehgartner
Hans Ehgartner (* 28. Februar 1910 in Wien; † 7. September 1999 ebenda) war ein österreichischer Politiker (ÖVP) und Kaufmann. Er war von 1959 bis 1962 Abgeordneter zum Österreichischen Nationalrat.
Ehgartner besuchte nach der Volksschule eine Unterrealschule und absolvierte danach eine Handelsakademie. 1928 schloss er seine Schulbildung mit der Matura ab. Nach verschiedenen Tätigkeiten in der Privatwirtschaft wie in der Chemischen Industrie, im Lebensmittelimport sowie im Textil- und Kraftfahrzeugzubehörhandel wurde er Abteilungsleiter in einer österreichischen Automobilfabrik. 1938 machte er sich als Kaufmann selbständig. Ehgartner wurde der Berufstitel Kommerzialrat verliehen.
Ehgartner engagierte sich ab 1945 als Berufsgruppenobmann der Vulkaniseure Österreichs und war ab 1950 Kammerrat der Sektion Handel der Kammer der gewerblichen Wirtschaft für Wien. 1955 übernahm er die Funktion des  Vorstehers des Landesgremiums Wien des Handels mit Automobilen, Motorrädern und deren Bereifungen und Zubehör und stieg letztlich zum Obmann-Stellvertreter der Sektion Handel der Kammer der gewerblichen Wirtschaft für Wien auf. Ehgartner vertrat die ÖVP zwischen dem 9. Juni 1959 und dem 14. Dezember 1962 im Nationalrat.
Hans Ehgartner wurde am Hernalser Friedhof bestattet.